# گرالد تسیولک
گرالد تسیولک  (اسپانیایی: Gerald Ciolek‎؛ زادهٔ ۱۹ سپتامبر ۱۹۸۶) یک دوچرخه‌سوار اهل آلمان است.